# Mark Hrytsenko
Mark Hrytsenko (en ucraniano: Марк Гриценко; 21 de octubre de 2009) es un deportista ucraniano que compite en saltos de plataforma. Ganó una medalla de oro en el Campeonato Europeo de Saltos de 2025, en la prueba de plataforma 10 m sincro.

## Palmarés internacional
| Campeonato Europeo | Campeonato Europeo | Campeonato Europeo | Campeonato Europeo     |
| Año                | Lugar              | Medalla            | Prueba                 |
| ------------------ | ------------------ | ------------------ | ---------------------- |
| 2025               | Antalya (Turquía)  | Medalla de oro     | Plataforma 10 m sincro |